# Ranunculus robertsonii
Ranunculus robertsonii är en ranunkelväxtart som beskrevs av George Bentham. Ranunculus robertsonii ingår i släktet ranunkler, och familjen ranunkelväxter. Inga underarter finns listade i Catalogue of Life.